# Eupeodes duseki
Eupeodes duseki is een vliegensoort uit de familie van de zweefvliegen (Syrphidae). De wetenschappelijke naam van de soort is voor het eerst geldig gepubliceerd in 1999 door Mazanek & Bicik.